# Carlos Raúl Villanueva
Carlos Raúl Villanueva (né le 30 janvier 1900 à Londres, et mort le 16 août 1975 à Caracas) est un architecte et un urbaniste vénézuelien lié au Mouvement moderne. 
Il est surtout connu pour la construction de la Cité universitaire de Caracas, entre 1940 et 1960 (patrimoine mondial de l'UNESCO). Il adapte les principes de Le Corbusier à un environnement tropical et, selon le concept de "synthèse des arts", imbrique dans ses bâtiments des œuvres d'autres artistes plastiques : ainsi au sein de la Cité universitaire, des Nuages d'Alexander Calder (au rôle non seulement ornemental mais aussi acoustique) dans l'auditorium, une fresque de Wilfredo Lam sur un mur de l'Institut Botanique, ou un Berger des nuages de Jean Arp dans le patio. Parmi ses autres réalisations majeures figure le musée Jesús-Rafael Soto à Ciudad Bolívar, inauguré en 1973.

## Galerie

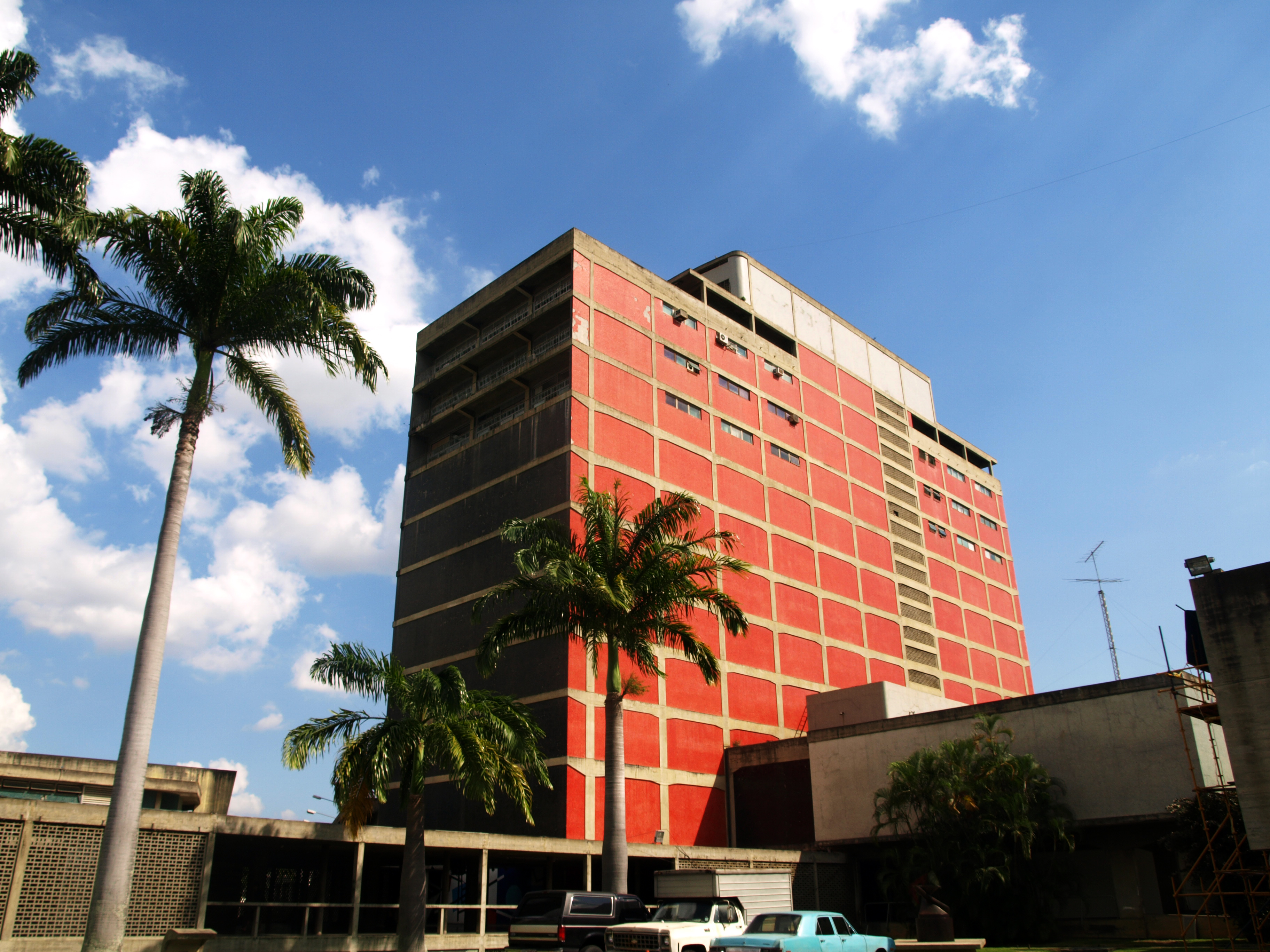
Bibliothèque de l'UCV
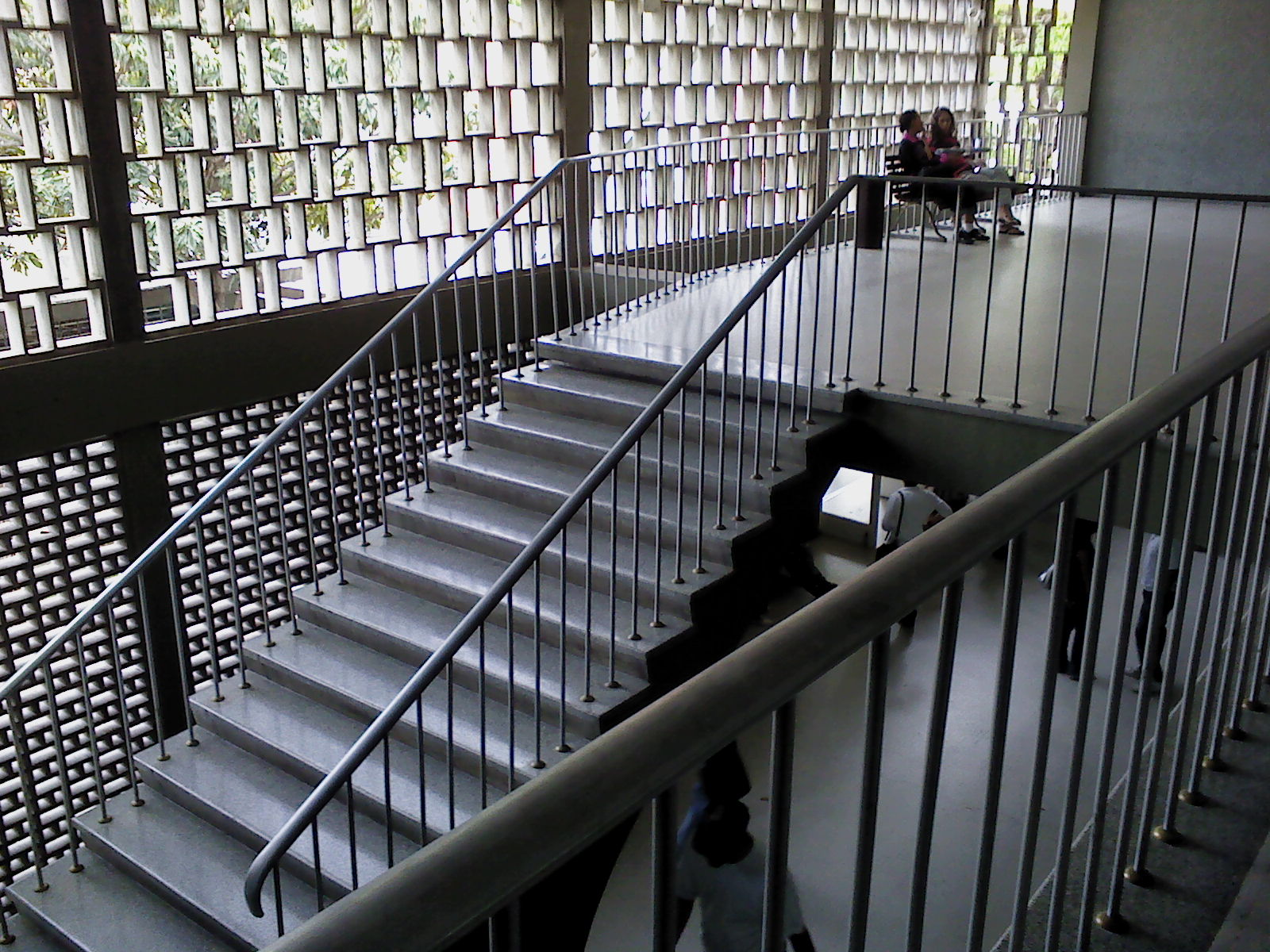
Faculté de Sciences humaines
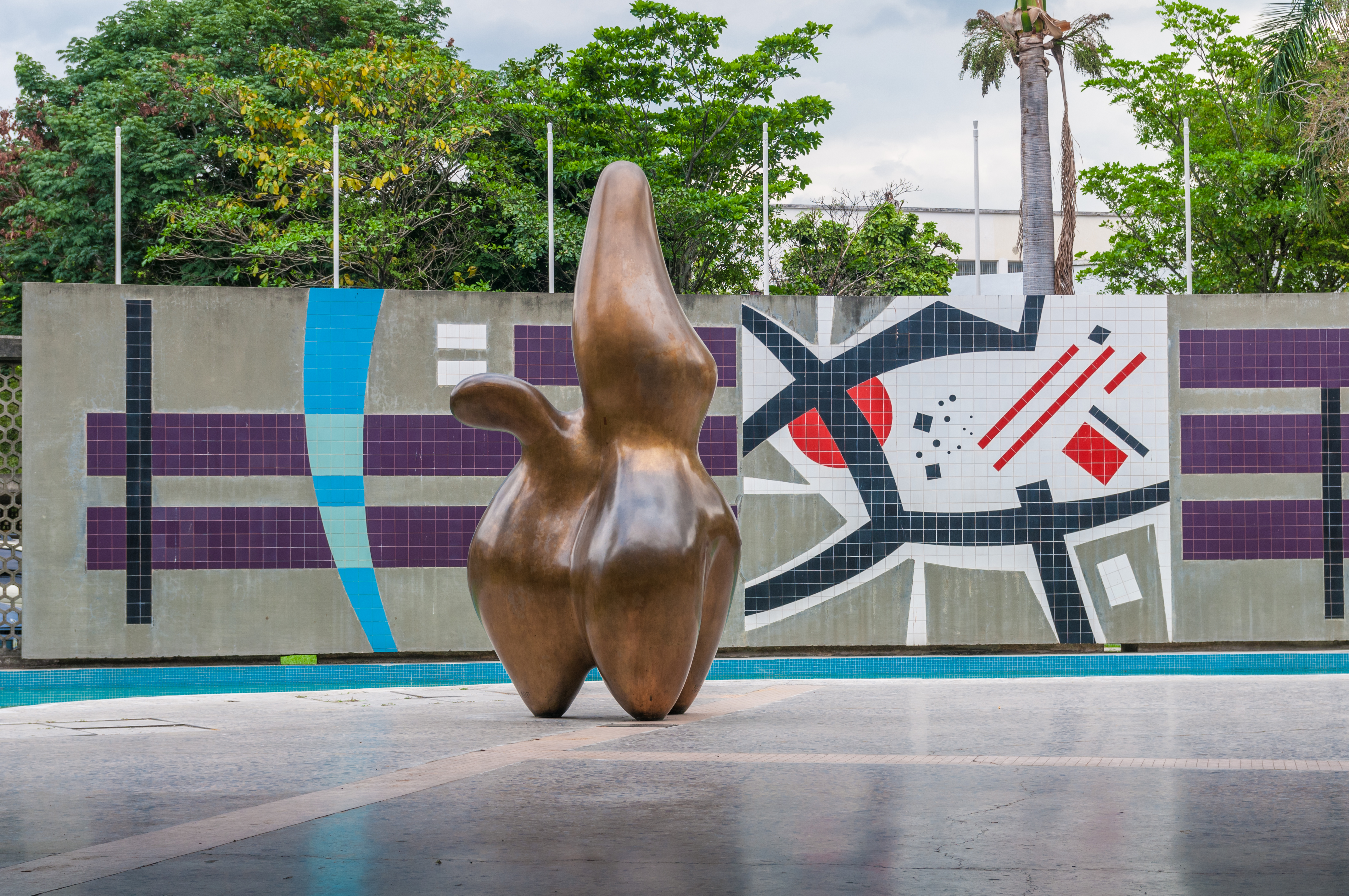
Berger des nuages à l'UCV